# Chimalpilli II
Chimalpilli II (fallecido en el año 2 de Técpatl (1520)) fue un tlatoani (gobernante) del altépetl (ciudad-estado) nahua Ecatepec, en la Mesoamérica del siglo XVI.
El primer tlatoani conocido de Ecatepec fue Chimalpilli I, nieto de un tlatoani azteca.
El sucesor de Chimalpilli II fue Diego de Alvarado Huanitzin, que también llegó a ser tlatoani de Tenochtitlan, así como su gobernador (Cabildo de San Juan Tenochtitlan) bajo el sistema de gobierno colonial español.

## Familia
Chimalpilli era hijo del tlatoani azteca Ahuítzotl y nieto de Atotoztli II (hija de Moctezuma I) y Tezozómoc. Era sobrino de los tlatoani Axayácatl y Tízoc y de Chalchiuhnenetzin; y primo de Moctezuma II y Cuitláhuac.
Su hermano fue el tlatoani Cuauhtémoc.